# Asynaptops keiseri nilgiriensis
Asynaptops keiseri nilgiriensis es una subespecie de coleóptero de la familia Attelabidae.

## Distribución geográfica
Habita en la India.